# Hôpital de Rangueil
L’hôpital de Rangueil est un établissement public de santé situé en France à Toulouse Haute-Garonne, dans le quartier de Rangueil sur le coteau de Pech-David. Il fait partie du centre hospitalier universitaire de Toulouse.
Le site de l'hôpital de Rangueil accueille également des unités de l'INSERM, du CNRS, ainsi que des structures spécifiques comme l'unité de transplantation d'organes, l'Institut de médecine et physiologie spatiale (MEDES) (Médecine spatiale).

## Histoire
Ouvert en mai 1975 et inauguré le 27 octobre 1975 par Simone Veil, ministre de la Santé et de la Sécurité sociale, en présence de Pierre Baudis, maire de Toulouse.

## Accès
L'hôpital est directement accessible par le téléphérique Téléo, à la station Hôpital Rangueil - Louis Lareng. La ligne de bus 54 marque également l'arrêt au bas de l'hôpital, le long du chemin de la Salade-Ponsan, tout comme la ligne de bus 115, au chemin du Vallon.

## Services
Il regroupe de très nombreux pôles médicaux et chirurgicaux répartis dans 3 bâtiments principaux (h1, h2 et h3).
- Urgences - service d'accueil
- Anesthésie réanimation (adultes)
- Biochimie (laboratoire)
- Cardiologie
- Centre de pathologie aortique
- Chirurgie cardio-vasculaire
- Chirurgie générale et digestive
- Chirurgie générale et gynécologique
- Chirurgie plastique, reconstructrice et esthétique
- Chirurgie vasculaire et angiologie
- Diabétologie, maladies métaboliques et nutrition
- Explorations fonctionnelles physiologiques
- Hématologie (laboratoire)
- Hépato-gastro-entérologie et de nutrition
- Immunologie (laboratoire)
- Médecine interne et hypertension artérielle
- Médecine légale et médecine pénitentiaire
- Médecine nucléaire
- Médecine physique et de réadaptation
- Médecine vasculaire
- Néphrologie - hypertension artérielle - dialyse -transplantation d'organes
- Néphrologie - immunologie clinique
- Odontologie -
- Odontologie - groupe activité diagnostic
- Oncologie médicale digestive gynécologique
- Pharmacie
- Radiochirurgie stéréotaxique
- Radiologie centrale
- Urologie - andrologie et transplantation rénale